# Evelyn Burdecki

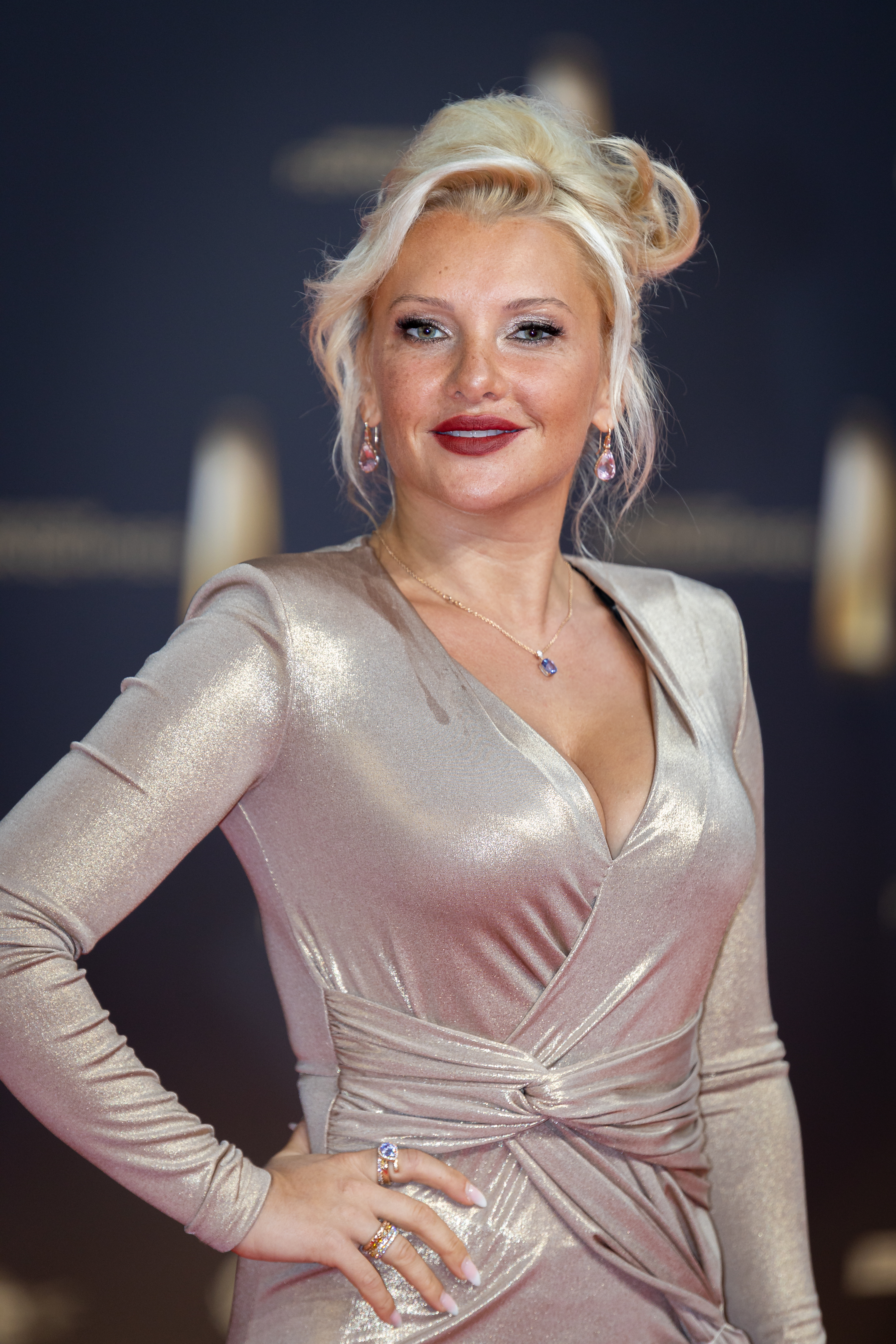
Evelyn Burdecki (2022)

Evelyn Maria Burdecki [bʊʁ'dɛki] (* 20. September 1988 in Düsseldorf) ist eine deutsche Reality-TV-Teilnehmerin.

## Leben
Die Tochter polnischer Eltern, welche in Deutschland als Sicherheitsmann und Reinigungsfrau arbeiteten, wuchs in ihrer Geburts- und Heimatstadt Düsseldorf auf. Ihre älteren Geschwister, ein Bruder und eine Schwester, wurden in Polen geboren. Burdecki holte die Fachhochschulreife am Wilhelm-Heinrich-Riehl-Kolleg, einer Schule für Erwachsenenbildung, nach. Sie brach Ausbildungen zur  Kauffrau im Einzelhandel bei Aldi und in einem Autohaus ab. Aus Liebeskummer, weil sie mit ihrem damaligen, zu sehr am Computer spielenden Freund keine gemeinsame Zukunft sah, nahm sie an einem Online-Casting von RTL teil und wurde so durch verschiedene Reality-TV-Formate bekannt. Erstmals war Burdecki in der 2013/2014 ausgestrahlten ersten Staffel von Take Me Out zu sehen. Es folgte 2017 eine Teilnahme an der siebten Staffel von Der Bachelor, bei der die damalige Kellnerin eines Burgerladens in der ersten Folge ausschied. Burdecki arbeitete auch als Komparsin für verschiedene Produktionen.
Im August 2017 nahm Burdecki an der Reality-Show Promi Big Brother teil. Wegen ihrer naiven und einfältigen Äußerungen erhielt sie den ironischen Spitznamen „The Brain“ („das Gehirn“), den schon Zlatko Trpkovski in der 1. Staffel von Big Brother bekommen hatte. Am Ende erreichte sie den sechsten Platz. Zeitgleich mit ihrer Teilnahme bei Promi Big Brother veröffentlichte Burdecki beim Label Triggertrax ihre erste Single, eine Coverversion des Liedes Abracadabra der Steve Miller Band. Mit Mola Adebisi war sie kurz als Liebespaar im Musikvideo zum Lied Liebe liebt von Glüxkinder unter der Regie von Stefan Job zu sehen, das mit dem Publikumspreis des 5. Hagener Kurzfilm-Festivals 2017 ausgezeichnet wurde.
Im Frühjahr 2018 war sie Kandidatin der 1. Staffel von Bachelor in Paradise, einem Ableger von Der Bachelor. Mit ihrem Partner Domenico de Cicco bildete Burdecki im Finale eines von drei Gewinnerpärchen. Anfang August 2018 gab das Paar die Trennung bekannt. Ab Juli 2018 war Burdecki in mehreren Ausgaben der VOX-Quizsoap Beat the Box zu sehen. Im September 2018 war sie als Kandidatin in den Sendungen Fort Boyard und Grill den Profi zu sehen. Im Oktober 2018 war sie zusammen mit Sonja Zietlow und im November 2018 mit Jochen Busse Gast in der Quizsendung Genial daneben – Das Quiz.
Im Januar 2019 gewann Burdecki die 13. Staffel von Ich bin ein Star – Holt mich hier raus! und damit die erstmals ausgespielte Siegprämie von 100.000 Euro. Zwei Wochen später wurde sie als Kandidatin der zwölften Staffel von Let’s Dance angekündigt. Dort tanzte sie mit dem Profitänzer Evgeny Vinokurov und belegte den fünften Platz. Im Jahr 2020 war sie Jurymitglied in der 14. Staffel von  Das Supertalent. Im Oktober und November 2020 moderierte sie zusammen mit Verona Pooth die Nostalgie-Show Weißt du noch …? Die 90er Jahre.
Im Rahmen ihres ersten Werbevertrags über einen Erdnuss-Schoko-Riegel gründete Burdecki im Frühjahr 2019 ihre Firma Evelyns Welt.
Im Juni 2021 nahm Burdecki an der 1500. Ausgabe der RTL-Quizshow Wer wird Millionär? teil. Sie setzte schon bei der zweiten Frage den Publikumsjoker ein und erspielte schließlich 15.555 Euro. Im August 2021 trat Burdecki bei der ProSieben-Show Schlag den Star an und musste sich Konkurrentin Sophia Thomalla mit 31:74 geschlagen geben.
Am 12. November 2022 wollte Burdecki bei der ProSieben-Show TV total Wok-WM starten. Aufgrund eines Trainingsunfalls, bei dem sie eine Gehirnerschütterung davongetragen hatte, musste sie die Teilnahme absagen.
Im Februar 2025 trat sie erneut bei Schlag den Star an und verlor gegen Sarah Engels.

## Fernsehauftritte
- 2014: Take Me Out (RTL, Kandidatin)
- 2015: Köln 50667 (Folge 516, RTL Zwei, Darstellerin)
- 2015, 2016: Der Blaulicht Report (RTL, Darstellerin)
- 2017: Der Bachelor (RTL, Kandidatin)
  - 2019: Der Bachelor – Jetzt reden die Frauen (RTL+, Gast)
- 2017: Promi Big Brother (Sat.1, Kandidatin)
- 2017: taff: Evelyn Burdeckis kunterbunte Welt (ProSieben, Darstellerin)
- 2018: Bachelor in Paradise (RTL, Kandidatin)
- 2018: Beat the Box (VOX, Kandidatin)
- 2018: Promi Big Brother – Die Late Night Show (sixx, Gast)
- 2018: Fort Boyard (Sat.1, Kandidatin)
- 2018: Grill den Profi (VOX, Kandidatin)
  - 2020, 2023, 2024, 2025: Grill den Henssler (VOX, Kandidatin)
- 2018: Genial daneben – Das Quiz (Sat.1, Gast)
- 2019: Ich bin ein Star – Holt mich hier raus! (RTL, Kandidatin)
  - 2020: Dr. Bob’s Australien (RTL, Protagonistin)
  - 2020: Ich bin ein Star – Holt mich hier raus! Die große Dschungelparty (RTL, Gast)
  - 2020, 2022, 2023: Ich bin ein Star – Die Stunde danach (RTL, Gast)
  - 2021: Ich bin ein Star – Die große Dschungelshow (RTL, Gast)
  - 2023: Ich bin ein Star – Der Countdown zum Finale (RTL, Gast)
- 2019, 2021, 2023, 2025: Die ultimative Chartshow (RTL, Gast)
- 2019, 2020, 2022: stern TV (RTL, Gast)
  - 2023: stern TV Spezial – 75 Jahre stern (RTL, Gast)
  - 2025: stern TV am Sonntag (RTL, Gast)
- 2019: Let’s Dance (RTL, Kandidatin)
  - 2020: Let’s Dance – Die schönsten Momente der Juroren (RTL, Kommentierende)
  - 2024: Let’s Dance – Die große Weihnachtsshow (RTL, Kandidatin)
- 2019: Das perfekte Promi-Dinner – Dschungel-Spezial (VOX, Kandidatin)
- 2019: Promi Shopping Queen (VOX, Kandidatin)
- 2019, 2021, 2022, 2025: Denn sie wissen nicht, was passiert (RTL, Kandidatin)
- 2019: Die Superhändler – 4 Räume, 1 Deal (RTL, Gast)
- 2019: Die 25 … (RTL, Kommentierende)
- 2019: Mario Barth deckt auf! (RTL, Gast)
- 2019: Ninja Warrior Germany – Die stärkste Show Deutschlands – Promi-Special (RTL, Kandidatin)
- 2019: Herrlich ehrlich – Kennst du dein Kind? (VOX, Darstellerin)
- 2019, 2023: Menschen, Bilder, Emotionen (RTL, Gast)
- 2019: 5 gegen Jauch (RTL, Kandidatin)
  - 2022: Jauch gegen … (RTL, Kandidatin)
- 2020: Darf er das? Live! Die Chris Tall Show (RTL, Gast)
- 2020: Riverboat (MDR, Gast)
- 2020: Marco Schreyl (RTL, Gast)
- 2020: Verstehen Sie Spaß? (ARD, ORF 1, Gast)
- 2020: Zeig uns Deine Stimme! (RTL, Ratepanel)
- 2020: Das Supertalent (RTL, Jury)
- 2020: Weißt du noch …? Die 90er Jahre (RTLup, Moderatorin)
- 2020: Luke! Die Greatnightshow (Sat.1, Gast)
- 2020, 2021: Täglich frisch geröstet (RTL+, Gast)
- 2020: Pocher – gefährlich ehrlich! (RTL, Gast)
- 2020: Hot oder Schrott – Promi-Spezial (VOX, Darstellerin)
- 2020: Kölner Treff (WDR, Gast)
- 2021: Bin ich schlauer als...? (RTL, Protagonistin)
- 2021: Wer wird Millionär? (RTL, Kandidatin)
- 2021: RTL Sommerspiele (RTL, Kandidatin)
- 2021: The Wheel – Promis drehen am Rad (RTL, Kandidatin)
- 2021, 2025: Schlag den Star (ProSieben, Kandidatin)
  - 2024: Schlag den Besten (RTL, Kandidatin)
- 2021: Buchstaben Battle (Sat.1, Kandidatin)
- 2022: Das große Promibacken (Sat.1, Kandidatin)
- 2022: CATCH! (Sat.1, Kandidatin)
- 2022: Murmel Mania (RTL, Kandidatin)
- 2022: Das Liebeskarussell (RTL Passion, Moderatorin)
- 2022: Lucky Stars (ProSieben, Kandidatin)
- 2022, 2023: Blamieren oder Kassieren (ProSieben, Kandidatin)
- 2022: Buchstaben Battle (Sat.1, Kandidatin)
- 2022: Zeig uns Deine Stimme! (RTL, Ratepanel)
- 2022: NDR Talk Show (NDR, Gast)
- 2022: Gala (RTL, Gast)
- 2022: Topf sucht Burdecki – Ein Promi zum Verlieben (Sat.1, Protagonistin)
- 2022: Die Comedy Märchenstunde (Sat.1)
- 2023: Unvergessen – Die Geheimnisse hinter den kultigsten RTL-Momenten (RTL, Gast)
- 2023: Stars in der Manege (Sat.1, Kandidatin)
- 2023: Die Unschlagbaren – Wer besiegt die Stars? (ProSieben, Kandidatin)
- 2023: Käpt’ns Dinner (NDR, Gast)
- 2023: 3nach9 (NDR, Gast)
- 2023: Halbpension XXL mit Schmitz (Sat.1, Gast)
- 2023: Top Dog Germany – Der beste Hund Deutschlands – Promi-Special (RTL, Kandidatin)
- 2023: ZDF-Fernsehgarten (ZDF, Gast)
- 2023: Blamieren oder Kassieren (RTL, Kandidatin)
- 2024: Bratwurst und Baklava – Die Show (ProSieben, Gast)
- 2024: Splash! Das Promi-Pool-Quiz (RTL, Kandidatin)
- 2024: Schätze die Plätze! (Sat.1, Ratepanel)
- 2025: Die Promi-Darts-WM (ProSieben, Kandidatin im Team mit Martin Schindler)
- 2025: TV total – Aber mit Gast (ProSieben, Gast)
- 2025: Darüber lacht Deutschland (RTL, Gast)
- 2025: Promis unter Palmen – Die Late Night Show (Sat.1, Moderatorin)
- 2025: Darf ich das? Das Quiz für Rechthaber (Sat.1, Ratepanel)
- 2025: Exclusiv Spezial – Let’s Dance (RTL, Gast)
- 2025: Hast Du Töne? (Sat.1, Ratepanel)
- 2025: Doc Caros Körperkenner (VOX, Ratepanel)